# Erik Derycke
Eryc Derycke (Waregem, 28 ottobre 1949) è un politico belga, membro del Partito Socialista Differente, ex ministro federale degli affari esteri del Belgio e vice primo ministro nei governi Dehaene I e II. Attualmente è giudice della Corte costituzionale del Belgio.

## Biografia
Derycke ottenne la laurea in giurisprudenza all'Università di Gand nel 1972. Con i socialisti fiamminghi (oggi Partito Socialista Differente) fu membro del consiglio comunale di Waregem (1988-2001), membro del consiglio provinciale delle Fiandre occidentali (1978–1984) e membro del Parlamento federale (1984–2003).
È stato segretario di stato per la politica scientifica (1990), e successivamente segretario di stato e ministro per la cooperazione allo sviluppo (1991). Nel primo governo di Jean-Luc Dehaene è stato segretario di stato per la cooperazione allo sviluppo (1991-1995). Dal 1995 al 1999 è stato ministro degli affari esteri belga. Lasciò la politica dopo essere stato nominato all'allora Corte d'Arbritrato Belga il 10 agosto 2001.